# Fernando Curcio Ferreira
Fernando Carlos Girón Curcio Ferreira (Montevideo, Uruguay, 26 de enero de 1981) es un exfutbolista uruguayo que jugaba de delantero y cuyo último equipo fue el Naval de Talcahuano de la Primera B de Chile.

## Clubes
| Club                 | País      | Año       |
| -------------------- | --------- | --------- |
| Sud América          | Uruguay   | 2000-2003 |
| El Tanque Sisley     | Uruguay   | 2004-2005 |
| Deportivo Malacateco | Guatemala | 2006-2007 |
| Rampla Juniors       | Uruguay   | 2008-2009 |
| Monagas              | Venezuela | 2009-2010 |
| Deportivo Mictlán    | Guatemala | 2010-2011 |
| Naval                | Chile     | 2012-2013 |